# HV E&O Emmen
El Handbalvereniging Emmen & Omstreken, también conocido como E&O Emmen, es un club de balonmano neerlandés de la ciudad holandesa de Emmen. El equipo sénior masculina participa en la Liga de los Países Bajos (D1). La sección femenina, después de numerosas temporadas en la élite, desapareció después de la temporada 2017-2018.

## Palmarés

### Hombres
- Liga de balonmano de los Países Bajos (7):  1988/89, 1990/91, 1991/92, 1995/96, 1997/98
- Copa de balonmano de los Países Bajos (9):1987/88, 1991/92, 1995/96, 1998/99, 2001/02, 2002/03

### Personalidades destacadas
- Lois Abbingh (2006-2010)
- Mark Bult (2000-2003)
- Merel Freriks (2010-2017)
- Robert Nijdam (1990-1993)
- Esther Schop (2010-2011)
- Tess Wester (2010-2011)